# Bitvy na pláni Kawanakadžima
Bitvy na pláni Kawanakadžima byla vojenská střetnutí dvou z největších vojenských stratégů z období Sengoku – představitelů rodu Takeda (Šingen Takeda – Tygr z Kai) a rodu Uesugi (Kenšin Uesugi – Drak z Ečiga). Celkově se na tomto bojišti setkaly armády těchto daimjóů pětkrát – v letech 1554, 1555, 1557, 1562 a 1564. Ani jednomu z nich se však nepodařilo svého protivníka přemoci a v konečném důsledku byla tato jejich střetnutí jen brzdou při rozšiřování jejich území vůči ostatním japonským vojenským pánům – daimjóům.